# Fay Lanphier
Fay Elinora Lanphier (Los Angeles, 12 dicembre 1905 – Oakland, 21 giugno 1959) è stata una modella statunitense, eletta Miss California 1924 e Miss America 1925.
Fu anche eletta Rose Queen 1925. Al 2011, è l'unica ad aver ottenuto entrambi i titoli contemporaneamente. È stata anche la prima Miss California a diventare Miss America. Prima di essere incoronata Miss California, era stata Miss Santa Cruz (1924).
Lanphier comparve nel film della Paramount Pictures The American Venus (1926), la cui trama ruotava proprio intorno ad un concorso di bellezza, al fianco di Louise Brooks. Per un breve periodo si esibì sui palcoscenici di San Francisco con la compagnia di Henry Duffy.
Fu brevemente sposata con Sidney M. Spiegel (figlio di Joseph Spiegel, fondatore dell'azienda con lo stesso nome). Nel 1931, sposò il suo fidanzato della scuola, Winfield Daniels, dal quale ebbe una figlia. Ha vissuto in un sobborgo di Oakland, Orinda sino alla sua morte per polmonite all'età di cinquantatré anni.